# Lord avvocato

Stemma reale di Scozia

L'Avvocato di Sua Maestà, noto come lord avvocato (in gaelico: Morair Tagraidh, in inglese: Lord Advocate), è l'ufficiale legale capo del governo scozzese e della Corona in Scozia sia in ambito civile che penale relativamente alle questioni che ricadono nell'ambito delle competenze del parlamento scozzese. Il lord avvocato funge da capo pubblico ministero di Scozia e, pertanto, tutte le accuse e le imputazioni sono condotte dall'ufficio della Corona a suo nome. 
Il detentore dell'ufficio è scelto tra i grandi ufficiali di Stato scozzesi. Attualmente è il Rt Hon. Dorothy Bain KC, nominata nel 2021.
L'ufficio di lord avvocato non va confuso con quello di Avvocato generale per la Scozia che, invece, è uno degli ufficiali di giustizia della Corona, e svolge il compito di consigliere del governo britannico e della corona sulle questioni concernenti la legge scozzese.